# جبل الحوراء
 جبل الحوراء هو شعار ولاية ينقل ويبلغ ارتفاعه أكثر من 1700 متر عن سطح البحر وهو أكبر جبل بالولاية ويقع الجزء الأكبر منه في بلدة الصوادر والتي تعد مركز للولاية، ويوجد في جبل الحوراء مجموعة من متنوعة من الطيور ومن الثديات لا سيما الثعالب والأرانب البرية. وتتواجد في العديد من أجزاءه من الأشجار سلم (شجر) والسمر والسدر والغاف.
تربة الجبل تربة رسوبية صالحة للزراعة.
يحف الجبل من أسفله المنازل ومقبرة الوادي وحديقة البلدية وجامع السلطان قابوس.